# Christopher Ravenscroft

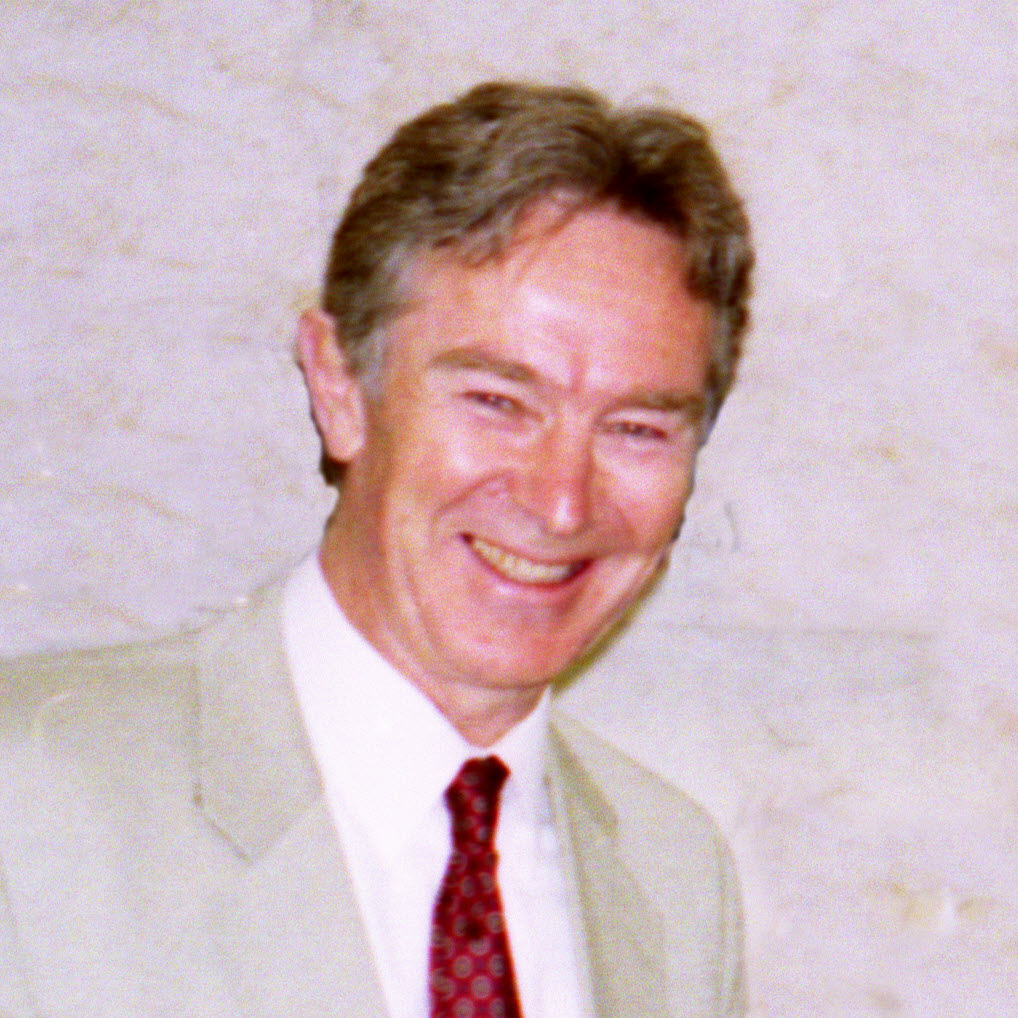
Christopher Ravenscroft

Christopher Ravenscroft (Londen, 1946) is een Brits acteur.

## Levensloop
Ravenscroft volgde een opleiding aan de Bristol Old Vic Theatre School. Hij is vooral bekend door zijn rol in 23 afleveringen als Detective Inspector Mike Burden in de Britse politieserie Inspector Wexford naar de verhalen van Ruth Rendell en zijn rol als Montjoy, the French herald in Kenneth Branaghs Henry V (1989). Ravenscroft kwam bij de Royal Shakespeare Company in 1979 en trad op als Frank Cheeryble in Nicholas Nickleby, Antonio in The Merchant of Venice, Richmond in Richard III, Pain in Howard Barker’s Crimes in Hot Countries, Cassius in Julius Caesar, Montjoy in Henry V en Banquo in Macbeth.

## Filmografie

### Film
- Tom & Thomas (2002)
- The Football Factory (2004)
- Valiant (2005)

### Televisie
- Inspector Wexford (23 afleveringen)
- John Halifax, Gentleman (1974)
- Warship (1976)
- Crown Court (1977)
- Coronation Street (1978)
- The Life and Adventures of Nicholas Nickleby (1982)
- The Hound of the Baskervilles (1982)
- Pericles (1984)
- Twelfth Night (1988)
- A Mind to Murder (1995)
- The Levels (1996)
- Holby City (2000)
- Midsomer Murders (2002)
- Brookside (2003)
- The Courtroom (2004)
- Mile High (2005)
- The Shell Seekers (2006)

### Theater
- Orsino in Twelfth Night
- Max in Bent
- John in Oleanna
- St John Hewitt in Landslide
- Archie in Jumpers
- Sir Robert Morton in The Winslow Boy
- Dr Harry Hyman in Broken Glass
- Arthur Kipps in The Woman in Black
- Frank in Educating Rita
- Paul in The Maths Tutor
- A. E. Housman in The Invention of Love
- Prospero in The Tempest
- Rev Winemiller in Summer and Smoke
- Duke Frederick/Duke Senior in As You Like It
- Dr Millard/oude man in Taking Care of Baby

- Biblioteca Nacional de España: XX4438722
- Bibliothèque nationale de France: cb14071307n (data)
- International Standard Name Identifier: 0000 0003 6526 5846
- Library of Congress Control Number: no96052394
- Nationale Bibliotheek van Tsjechië: pna2012684566
- Nationale Bibliotheek van Israël: 987007444489305171
- Nederlandse Thesaurus van Auteursnamen: 111073650
- Virtual International Authority File: 229158210
- WorldCat: E39PBJt43649xYkmdYJhpHhJXd